# چاه رستمی
چاه رستمی یک منطقهٔ مسکونی در ایران است که در دهستان باقران واقع شده‌است. چاه رستمی ۵۷ نفر جمعیت دارد.